# Jörgen Persson
Lars-Erik Jörgen Persson, född 22 april 1966 i Halmstad, är en svensk bordtennisspelare. Jörgen Persson dominerade tillsammans med Jan-Ove Waldner svensk herrbordtennis och var del av den internationella eliten i närmare 30 års tid. Han debuterade i det svenska landslaget 1983 och avslutade karriären 2013. Han var känd för sin starka backhand.

## Karriär och meriter
Jörgen Persson bestämde sig för att bli bordtennisspelare som femåring, efter Stellan Bengtssons VM-guld i singel 1971.
Perssons främsta meriter är singeltiteln vid VM 1991 och andraplatsen 1989; i båda finalerna mötte han Jan-Ove Waldner. Han har även fyra VM-guld i lag, varav det första från 1989 resulterade i att det svenska herrbordtennislandslaget tilldelades Svenska Dagbladets guldmedalj.
Persson deltog i OS första gången 1988 i Seoul, och deltog därefter i samtliga OS fram till 2012. Hans främsta placeringar var fjärdeplatserna i singel vid OS 2000 och 2008. Vid OS 2008 i Peking gjorde Persson sitt sjätte OS, dit han kvalificerat sig i kraft av bra ranking. Han förlorade bronsmatchen mot kinesiske Wang Liqin med 0–4. Kina vann guldet, silvret och bronset. Persson blev uttagen till OS i London 2012 – hans sjunde OS-turnering. Väl där nådde han andra omgången i singel, där han förlorade mot kroaten Andrej Gaćina.
Jörgen Persson har tagit 15 SM-guld, varav 5 i singel (1987, 1988, 1990, 1999 och 2007), 9 i herrdubbel (1984, 1985, 1988, 1989, 1990, 1993, 1996, 1997 och 1999) och 1 i mixed dubbel (1993). 2010 tog han SM-brons i par med den 29 år yngre Alexander Franzén. Persson har i Sverige spelat för Halmstad BTK, Malmö FF, Falkenbergs BTK och Kalmar BTK. Han har även spelat för klubbar i Tyskland, Frankrike, Kina och Ungern.
2013 avslutade Jörgen Persson spelarkarriären. Det sista mästerskapet blev SM i Karlskrona 1–3 mars, där han representerade Halmstad BTK och nådde åttondelsfinalen. Två år tidigare deltog han i det svenska lag som erövrade silver vid EM – 25 år efter att han 1986 vunnit EM-guld i både singel och lag.
Den 20 september 2023 meddelade Persson att han skulle göra comeback som spelare i Kosta SK under kommande säsong. 

### Förbundskapten
Jörgen Persson är sedan 2020 förbundskapten för Sveriges herrlandslag. Laget vann guld i lag-EM i bordtennis i Malmö 2023. Det var då första gången på hela 21 år som Sverige stod som segrare i lagsammanhang i bordtennis. Laget bestod av Truls Möregårdh, Mattias Falck, Anton Källberg, Kristian Karlsson och Jon Persson.

## Klubbtillhörighet
Jörgen Persson representerade under karriären följande klubbar:
- 1973–1985 – Halmstad BTK (Sverige) (även helt/delvis 1992–1995, 1996–1998, 1999–2013)
- 1985–1987 – Borussia Düsseldorf (Västtyskland)
- 1987–1991 – Malmö FF (Sverige)
- 1991–1992 – ATSV Saarbrücken (Tyskland)
- 1992–1993 – Halmstad BTK
- 1993–1994 – Hertha Berlin (Tyskland)
- 1994–1995 – Super Donic Berlin (Tyskland)
- 1995–1996 – Falkenbergs BTK (Sverige)
- 1996–1998 – TTF Liebherr Ochsenhausen (Tyskland)
- 1998–1999 – Kalmar BTK (Sverige)
- 1999–2002 – TTC Caen (Frankrike)
- 2002 – Heilongjiang Sanjing (Kina)
- 2003–2004 – Halmstad BTK (Champions League)
- 2004–2005, 2006–2007 – SV Veru Plüderhausen (Tyskland)
- 2007–2008 – TTC RhönSprudel Fulda Maberzell (Tyskland)
- 2008–2009 – Lombard BVSC Budapest (Ungern)
- 2009–2010 – SV Veru Plüderhausen
- 2010–2012 – Halmstad BTK
- 2012–2013 – Tianjin Bohai Bank (Kina)

## Meriter

### VM-medaljer
- 1987 – silver, lag
- 1989
  - silver, singel
  - guld, lag
- 1991 
  - guld, singel
  - guld, lag
  - brons, dubbel med Erik Lindh
- 1993 – guld, lag
- 1995 – silver, lag
- 1997 – silver, dubbel med Jan-Ove Waldner
- 2000 – guld, lag
- 2001 – brons, lag

### Olympiska meriter

#### Olympiska sommarspelen 2008
| Idrottare      | Gren   | Grundomgång          | Omgång 1             | Omgång 2                           | Omgång 3               | Omgång 4                      | Kvartsfinal                | Semifinal            | Bronsmatch             |   |
| Idrottare      | Gren   | Motståndare Resultat | Motståndare Resultat | Motståndare Resultat               | Motståndare Resultat   | Motståndare Resultat          | Motståndare Resultat       | Motståndare Resultat | Motståndare Resultat   |   |
| -------------- | ------ | -------------------- | -------------------- | ---------------------------------- | ---------------------- | ----------------------------- | -------------------------- | -------------------- | ---------------------- | - |
| Jörgen Persson | Singel |                      |                      | Aleksandar Karakasevic (SRB) V 4-2 | Yuk Cheung (HKG) V 4-1 | Vladimir Samsonov (BLR) V 4-3 | Zoran Primorac (CRO) V 4-1 | Wang Hao (CHN) F 1-4 | Wang Liqin (CHN) F 0-4 | 4 |

### Utmärkelser
- Deltagare i det landslag som tilldelades Svenska Dagbladets guldmedalj 1989
- Fair Play-priset 1996
- Pris för deltagande i samtliga bordtennisturneringar i olympiska sammanhang delades ut under OS i Peking 2008. Det delas med några andra bordtennisspelare som också varit med i samtliga OS (den första bordtennisturneringen gick i Seoul 1988)
- Invald i Malmöidrottens Walk of Fame, för sina insatser under tiden i Malmö FF:s bordtennissektion.
- Tilldelades 2008 Halmstads kommuns hedersbevisning.
- Utsågs 2017 till hedersdoktor vid Högskolan i Halmstad.[16]